# Yphthimoides phineoides
Yphthimoides phineoides är en fjärilsart som beskrevs av Jean Romieux 1927. Yphthimoides phineoides ingår i släktet Yphthimoides och familjen praktfjärilar. Inga underarter finns listade i Catalogue of Life.